# Gangkhar Puensum
Il Gangkhar Puensum, chiamato anche Gangkar Punsum o Gangkar Punzum, (che significa letteralmente "I tre fratelli dalle montagne") è la montagna più alta del Bhutan e la più alta ad essere ancora inviolata. Ha un'altezza di 7.570 metri e una prominenza di circa 2.990 metri.

## Posizione geografica
A differenza di quanto riportato su molte mappe, il rapporto della spedizione posiziona il picco del Gangkhar Puensum in Tibet e il confine Tibet-Bhutan come passante per la sua cima.
Secondo la spedizione inglese del 1986, il Gangkhar Puensum si troverebbe interamente nei confini bhutanesi.

## Studi sulla montagna

### Altitudine

#### Prima misurazione dell'altitudine
L'altitudine fu misurata per la prima volta nel 1922, ma le mappe della regione erano talmente imprecise che la montagna risultava indicata in luoghi diversi e con altezze differenti. A causa di questo, la prima spedizione che tentò la scalata rinunciò perché non riuscì neanche a individuare la montagna.

#### Spedizione inglese del 1986
Il diario della spedizione inglese del 1986 quantifica l'altezza della montagna in 24.770 piedi.

#### Fonti popolari
Secondo delle fonti giapponesi a loro volta basate su fonti cinesi il Gangkhar Puensum è "la cima più alta del Bhutan", a 7.570 metri.

#### Studi del Bhutan
L'altitudine del Gangkhar Puensum non è stata studiata dal Bhutan.

## Tentativi di ascensioni

### 1985-1986
Da quando nel 1983 il Bhutan diede l'autorizzazione alla scalata di montagne sul proprio territorio, vi furono quattro tentativi di raggiungere la cima (tra il 1985 ed il 1986), nessuno portato a termine con successo.

### 1998
Nonostante il divieto di scalata delle montagne bhutanesi, nel 1998, partendo dal Tibet, una spedizione scalò con successo un picco secondario della montagna, più basso solamente di quindici metri.

### 1999
Nonostante il divieto del 1998 di scalare le montagne bhutanesi, nel 1999 una spedizione è partita dal Tibet e ha scalato il Liankang Kangri, un picco secondario alto 7.535 metri e noto anche come Nord Gangkhar Puensum.

## Divieto di scalata
Nel 1994 in Bhutan è entrato in vigore il divieto di scalare montagne oltre i 6.000 metri per rispetto delle credenze locali sugli spiriti, e dal 2003 l'alpinismo è stato proibito.
Per queste ragioni, è probabile che il Gangkhar Puensum mantenga il proprio primato di monte inviolato, anche perché tutti i picchi più alti non ancora scalati sono cime secondarie di montagne più alte e non monti a sé stanti.

### Permessi di scalata del 1998
Nel 1998 una spedizione giapponese aveva ottenuto il permesso dall'Associazione Alpinistica Cinese di scalare la montagna, ma il permesso fu ritirato a causa di un problema politico col Bhutan.

## Picchi secondari

### Liankang Kangri
Il Liankang Kangri (noto anche come Nord Gangkhar Puensum) è un picco secondario del Gangkhar Puensum, alto 7.535 metri.

### Kula Kangri
Il Kula Kangri è una montagna alta 7.554 metri situata 30 km a nord-est del Gangkar Puensum, scalata per la prima volta nel 1986.

#### Posizione geografica
Le mappe la posizionano in luoghi diversi, sia in Tibet che in Bhutan, mentre una spedizione inglese del 1986 sostiene che si trovi interamente in territorio tibetano.